# Баратбеков, Юлдашбек
Юлдашбек Баратбеков (май 1890, Ура-Тюбе — 14.5.1967, там же) — таджикский советский мастер художественной резьбы и росписи по дереву. Народный художник Таджикской ССР (1960). Известен тем, что к традиционной национальной таджикской орнаментальной резьбы и росписи добавил элементы советской эмблематики.

## Биография
Родился, жил, работал и умер в Ура-Тюбе (ныне Истаравшан), городе на севере Таджикистана, одним из крупнейших центров ремесёл, в частности, в резьбе по дереву.
Учился у мастера Ашура Гафурова.
До 1917 расписывал потолки жилых домов и мечетей.
С 1926 работал в артели «Мехнади Сурх» (резная мебель, панно). Участвовал, вместе с узбекскими и таджикскими народными мастерами, в оформлении павильонов среднеазиатских республик на Всесоюзной сельскохозяйственной выставки в Москве (1938) красочными орнаментальными росписями, резьбой по ганчу. Баратбеков непосредственно занимался росписью потолка и двери павильона Таджикской ССР. После Великой Отечественной новой вехой искусства мастера называют оформление двери Музея им. Рудаки в Пенджикенте (1958).
Депутат Верховного Совета Таджикской ССР 5-го созыва.
Умер в 1969 году в Ура-Тюбе.

## Награды
- Орден Ленина.
- Орден «Знак Почёта» (16.09.1939)[2].
- медали.
- Народный художник Таджикской ССР (1960).